# Leptocereus assurgens
Leptocereus assurgens  es una especie de planta fanerógama de la familia Cactaceae. Es endémica de Cuba en Pinar del Río e islas de las Antillas. Es una especie muy rara en la vida silvestre.

## Descripción
Leptocereus assurgens es creciente arbustiva con varios tallos postrados a reptantes, alcanzando un tamaño de 1 metro. En su base, los brotes a veces alcanzan un diámetro de hasta 6 cm y en la parte superior de 1 a 6 centímetros.Tiene entre ocho y 10  costillas disponibles de color blanco amarillento con areolas con espinas centrales en forma de aguja de color marrón que miden de 2 a 8 cm de largo. Se dividen en cuatro centrales y hasta 16 espinas radiales. Las flores son amarillas brillantes y suelen aparecer en grupos que miden de 2,5 a 4 cm de largo. Su pericarpo y el tubo de la flor tiene espinas rojizas. Los frutos están densamente cubiertos de espinas.

## Taxonomía
Lepismium assurgens fue descrita por (C.Wright ex Griseb.) Britton & Rose y publicado en Contributions from the United States National Herbarium 12(10): 433. 1909.
Etimología
Leptocereus: nombre genérico compuesto por el adjetivo griego "λεπτός" (leptos) = delgado y Cereus y de refiere a las delgadas nervaduras de la planta.
assurgens epíteto latino que significa "elevándose".
Sinonimia
- Cereus assurgens C.Wright ex Griseb.[4]